# Class 66

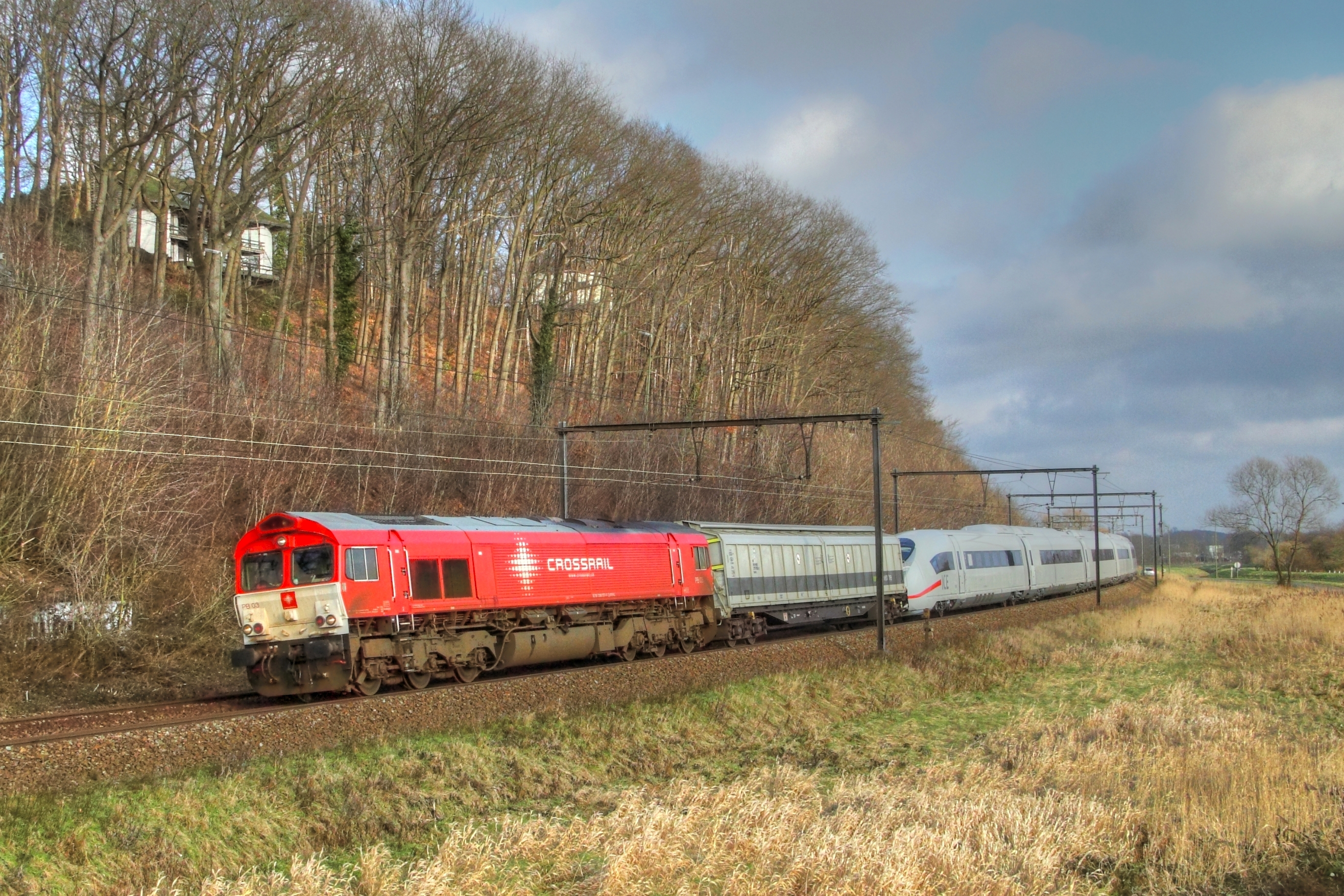
Class 66 Crossrail PB 03 met ICE 3 NEO

De Class 66 is een locomotief met dieselelektrische aandrijving, gebruikt voor het trekken van goederentreinen. De machines worden in Canada gebouwd door Electro-Motive Diesel (EMD), tot 2005 van General Motors Electro-Motive Division. Berkshire Partners is later de eigenaar van EMD geworden. Er rijden meer dan 624 van deze locomotieven in Europa. De meeste rijden in Groot-Brittannië.
De locomotieven werden ontwikkeld uit locomotieven van het type Class 59 speciaal gemaakt voor Groot-Brittannië waar ze als Class 66 (66000-serie) werden genummerd en in Duitsland als Baureihe 266 aangeduid. Later werden de locomotieven ook gemaakt voor de rest van Europa en bleef de Britse benaming hangen. De officiële type-aanduiding is JT42CWR.
De locomotieven van de Franse spoorwegonderneming DB Cargo France (ECR), onderdeel van DB Cargo worden als Class 77 en in Duitsland als Baureihe 247 aangeduid.

## Inzet

### Nederland
Deze locomotieven zijn in Nederland toegelaten en worden ingezet door:
- Captrain (CT) (CB 1000, 6601, 6605)
- DB Schenker Rail (92 84 2266 107, 92 84 2266 452 en 92 84 2266 453) (tot eind 2009)
- Rheincargo (DE61, DE63, DE67, DE668, DE675, DE676, DE678, DE681 t/m DE686)
- Lineas (513-10) (inmiddels terug naar Engeland).
- Crossrail Benelux (PB03, PB12, PB13, PB14, PB15, DE6301, DE6302, DE6306 t/m DE6314)
- Railtraxx (266 003, 009, 024, 031, 035, 118)
- Rotterdam Rail Feeding (PB01 - ex. RTB Cargo)
- RTB Cargo (PB10, PB14, PB17)

### België
Deze locomotieven zijn in België toegelaten en worden ingezet door:
- DLC, later als Crossrail Benelux (BLS Cargo)
- DB Schenker Rail
- Veolia Cargo, later als Captrain (CT)
- SNCF Fret Benelux, later als Captrain Belgium of Captrain (CT), later gefusioneerd met Railtraxx
- Railtraxx (gefusioneerd met Captrain Belgium)
- Trainsport/Rurtalbahn
- Euro Cargo Rail (ECR)
- Rheincargo
- RTB Cargo
- Rotterdam Rail Feeding
- NMBS Logistics, later als Lineas

### Luxemburg
Deze locomotieven zijn in Luxemburg toegelaten.

### Groot-Brittannië
Deze locomotieven zijn in Groot-Brittannië toegelaten en worden ingezet door:
- English, Welsh and Scottish Railway (EWS), later als DB Schenker Rail (UK) Ltd
- Advenza Freight
- Colas Rail
- Direct Rail Services (DRS)
- Fastline Freight
- FirstGBRf
- Freightliner UK
- Victa Westlink Rail (VWR)

### Duitsland
Deze locomotieven zijn in Duitsland toegelaten en worden ingezet door:
- DB Schenker Rail
- Dortmunder Eisenbahn (DE), later onderdeel van Veolia Cargo
- Deutsche Gleisbau Material Transport (DGMT)
- Eichholz Verkehr & Logistik (Eichholz)
- Euro Cargo Rail (ECR) in Duitsland als serie 247 geregistreerd als DB
- Häfen und Güterverkehr Köln (HGK)
- Heavy Haul Power International GmbH (HHPI)
- Mitteldeutsche Eisenbahn GmbH (MEG)
- Nordbayerische Eisenbahn (NBE)
- OstHavelländische Eisenbahn (OHE-sp), later (hvle)
- Regiobahn Bitterfeld Berlin (RBB)
- Rail4chem, later als CapTrain (CT)
- Rurtalbahn

### Frankrijk
Deze locomotieven zijn in Frankrijk toegelaten en worden ingezet door:
- SNCF Fret (SNCF)
- CapTrain (CT), vroeger als Veolia Cargo
- Euro Cargo Rail (ECR)

### Polen
Deze locomotieven zijn in Polen toegelaten en worden ingezet door:
- Freightliner Polen

### Denemarken
Deze locomotieven zijn in Denemarken toegelaten en worden ingezet door:
- TGOJ Trafik

### Zweden
Deze locomotieven zijn in Zweden toegelaten en worden ingezet door:
- TGOJ Trafik

### Noorwegen
Deze locomotieven zijn in Noorwegen toegelaten en worden ingezet door:
- CargoNet, oorspronkelijk als type Di 9 voorzien worden de 6 locomotieven van het type CD 66 sinds januari 2003 tot 2011 ingezet voor het goederenvervoer op de Nordlandsbahn in de omgeving Trondheim en richting Støren.
- TGOJ Trafik

### Egypte
Deze locomotieven zijn in Egypte toegelaten en worden ingezet door:
- Egyptian National Railways (ENR)

## Leasemaatschappij
De locomotieven zijn eigendom van diverse leasemaatschappijen.
- Mitsui Rail Capital Europe (MRCE)
- CBRail (CBR)
- Porterbrook (PB)
- Hongkong Shanghai Banking Corporation Rail (HSBC)
- Halifax Bank Of Scotland (HBS)
- KBC Lease (KBC)
- BTMU Capital Corporation (BTMU)
- Beacon Rail Leasing Limited (BRLL)